# Conquest (유라이어 힙의 음반)
| 평가 점수                        | 평가 점수 |
| 출처                             | 점수      |
| -------------------------------- | --------- |
| AllMusic                         | [ 1 ]     |
| Collector's Guide to Heavy Metal | 1/10      |

《Conquest》은 1980년에 발매된 영국의 록 밴드 유라이어 힙의 열세 번째 음반이다. 브론즈 레코드에 의해 전 세계적으로 발매되었지만, 이 음반은 수입품으로서조차 찾기 어려운 북미에서는 결코 발매되지 않았다.
1979년~1980년은 유라이어 힙에게 변화의 시기였고, 존 슬로먼이 보컬을 맡고, 리 커슬레이크가 드럼 스툴 뒤에서 절을 하고, 메인 작곡가 켄 헨슬리가 결국 밴드를 떠났다. 음반의 상업적 록 사운드와 함께 볼 때, 많은 팬들은 《Conquest》가 그룹의 최악의 음반이라고 믿으며, 이것은 유라이어 힙의 역사에서 가장 논쟁적인 시대이다. 이 시대는 믹 복스뿐만 아니라 헨슬리에 의해 재앙으로 간주되었음에도 불구하고, 이 음반은 《레코드 미러》에서 별 5개, 《사운즈》에서 제프 바튼에서 별 3개 반이라는 긍정적인 평가를 받았다. 이 음반은 또한 영국 음반 차트에서 톱 40에 진입할 정도로 잘 팔린 반면, 존 로튼과 함께한 밴드의 이전 음반 세 개 모두 영국에서 차트 작성에 실패했다.

## 배경
오리지널 영국 발매는 싱글 매트 LP 슬리브에 'Special 10 Anniversary Price £3.99'라는 스티커가 붙어 있었으며 라이너는 무거운 재고 카드이며 가사가 완비되어 있었다. 그것은 트레버 볼더가 It Ain't Easy에서 보컬을 맡았다고 믿지만, 사실은 슬로먼이다. 마틴 풀 감독이 찍은 커버 사진은 이오지마에서 두 번째 깃발을 게양한 유명한 이미지를 바탕으로 한 것이다.
〈Think It Over〉는 1980년 후반의 새로운 라인업과 투어를 홍보하기 위해 그림 슬리브 싱글로 발매되었으며 키보드에 그레그 데허트가 있다. 원래 Been Hurt는 존 로튼의 네 번째 음반을 위해 작곡되었다. 이 노래는 로튼이 떠난 후 보류되었고, 로튼이 보컬을 맡은 오리지널 버전은 《Fallen Angel》 음반의 리마스터 버전으로 발매되었다. 《Conquest》가 2004년에 디럭스 에디션으로 재발매되었을 때 보너스 트랙은 거의 그대로 유지되었지만, 〈My Joanna Needs Tuning〉은 삭제되었다. 대신 이전에 브론즈 레코드 프로모션 VHS 테이프에서만 등장했던 〈Feelings〉 버전이 추가되었다.

## 곡 목록
| #  | 제목            | 작사·작곡                       | 재생 시간 |
| -- | --------------- | ------------------------------- | --------- |
| 1. | 〈No Return〉   | 트레버 볼더, 믹 복스, 켄 헨슬리 | 6:07      |
| 2. | 〈Imagination〉 | 헨슬리                          | 5:49      |
| 3. | 〈Feelings〉    | 헨슬리                          | 5:26      |
| 4. | 〈Fools〉       | 볼더                            | 5:03      |

| #  | 제목                            | 작사·작곡          | 재생 시간 |
| -- | ------------------------------- | ------------------ | --------- |
| 5. | 〈Carry On〉                    | 헨슬리             | 3:57      |
| 6. | 〈Won't Have to Wait Too Long〉 | 볼더, 복스, 헨슬리 | 4:54      |
| 7. | 〈Out on the Street〉           | 헨슬리             | 5:57      |
| 8. | 〈It Ain't Easy〉               | 볼더               | 5:45      |